# HD 81361
HD 81361，又名BD+17 2078，SAO 98561、HR 3736，是一颗恒星，视星等为6.29，位于銀經214.32，銀緯41.41，其B1900.0坐标为赤經9h 20m 0.1s，赤緯+17° 41.41′ 2″。